# Zica e os Camaleões
Zica e os Camaleões é uma série de desenho animado brasileira, de autoria de Ari Nicolosi. Foi produzida pela empresa Cinema Animadores com co-produção da Conteúdos Diversos, em parceria com a TV Brasil e TV Cultura, através do AnimaCultura. Estreou na TV Brasil em 21 de abril de 2014, com a sua primeira temporada tendo inicialmente 13 episódios. No segundo semestre de 2014, a série foi licenciada e transmitida pela Nickelodeon Brasil e América Latina. Em 2015, foi exibida pela TV Cultura.  
No segundo semestre de 2015 foi iniciada a produção da segunda temporada. A nova temporada estreou em 17 de janeiro de 2017 na TV Brasil e contou com mais 13 episódios; essa temporada serve como a última do desenho.
Originou-se através de um curta exibido pelo projeto Anima TV de 2010, do qual surgiram as séries de animação Tromba Trem e Carrapatos e Catapultas, no entanto não se consagrou como vencedora. O piloto da série, "Sempre às Segundas", recebeu o prêmio de Melhor Animação da 9ª Mostra de Cinema Infantil de Florianópolis, pelo Júri Oficial. A série foi representada no MIPCOM em 2015, quando também ocorreu o lançamento internacional do projeto.
A série está com uma boa recepção internacional, chegando a ser capa da revista norte-americana de variedades Variety, em sua versão online.
Em 2014 foi criado um canal oficial no YouTube onde foram postados making ofs, comerciais e videoclipes da série. Em 2016 foi iniciada uma série de vlogs denominada "Eu acho que sou a Zica", interpretada por uma atriz se passando pela personagem Zica contando sobre problemas do cotidiano.

## Sinopse
Zica é uma adolescente de 14 anos que se sente preto e branco em um mundo colorido. Alternativa, se preocupa com o futuro e questiona o estilo de vida de seus pais e de alguns colegas de escola. Zica procura assimilar o período de transição que vive através de sua arte: ela grafita, escreve e compõe músicas com sua banda formada com seu melhor amigo Gui e o baterista Batata. Quando está só em seu quarto ela costuma conversar e refletir com seus três Camaleões de estimação, seus confidentes e conselheiros, que também fazem parte de seu processo criativo. Os episódios se dividem entre o "mundo real" em que ela vive, o "mundo criativo" que acontece dentro de seu quarto e o vídeo clipe com uma música que a história vivida a inspira a compor.

## Prêmios e indicações
| Ano  | Prêmio                                        | Categoria                         | Resultado | Ref    |
| ---- | --------------------------------------------- | --------------------------------- | --------- | ------ |
| 2010 | 9ª Mostra de Cinema Infantil de Florianópolis | Melhor animação pelo júri oficial | Venceu    |        |
| 2014 | 7º Prêmio Brasil de Cinema Infantil           | Mostra Teen                       | Venceu    |        |
| 2015 | Meus Prêmios Nick                             | Programa Brasileiro Favorito      | Indicada  | [ 12 ] |

## Lista de episódios

### Piloto (2010)
| #Num | #Temp | Titulo do Episódio          | Data de Lançamento |
| ---- | ----- | --------------------------- | ------------------ |
| 00   | 00    | Sempre às Segundas (Piloto) | 2010               |

### Primeira temporada (2014)
| #Num | #Temp | Titulo do Episódio               | Data de Lançamento              |
| ---- | ----- | -------------------------------- | ------------------------------- |
| 01   | 01    | Sempre às Segundas               | 21 de abril de 2014 (TV Brasil) |
| 02   | 02    | Namoro ou Amizade?               | 22 de abril de 2014 (TV Brasil) |
| 03   | 03    | Zica e os Camaleões              | 23 de abril de 2014 (TV Brasil) |
| 04   | 04    | Razão X Emoção                   | 24 de abril de 2014 (TV Brasil) |
| 05   | 05    | Tal Mãe, Tal Filha               | 25 de abril de 2014 (TV Brasil) |
| 06   | 06    | Uniformizadas                    | 28 de abril de 2014 (TV Brasil) |
| 07   | 07    | Ela é Demais                     | 29 de abril de 2014 (TV Brasil) |
| 08   | 08    | Quase uma Tiete                  | 30 de abril de 2014 (TV Brasil) |
| 09   | 09    | Coisas que Crescem               | 1 de maio de 2014 (TV Brasil)   |
| 10   | 10    | Algum Dia, Faxina                | 2 de maio de 2014 (TV Brasil)   |
| 11   | 11    | O Que eu não sou e Ainda vou ser | 5 de maio de 2014 (TV Brasil)   |
| 12   | 12    | Para Toda Ação Uma Reação        | 6 de maio de 2014 (TV Brasil)   |
| 13   | 13    | Contatos Imediatos               | 7 de maio de 2014 (TV Brasil)   |

### Segunda temporada (2017)
| #Num | #Temp | Titulo do Episódio   | Data de Lançamento                |
| ---- | ----- | -------------------- | --------------------------------- |
| 14   | 01    | Fim de Férias        | 17 de janeiro de 2017 (TV Brasil) |
| 15   | 02    | Novas na Banda       | 18 de janeiro de 2017 (TV Brasil) |
| 16   | 03    | Aí tem Bomba         | 19 de janeiro de 2017 (TV Brasil) |
| 17   | 04    | Peguei Pesado        | 20 de janeiro de 2017 (TV Brasil) |
| 18   | 05    | Alguma Independência | 21 de janeiro de 2017 (TV Brasil) |
| 19   | 06    | Hora do Show         | 23 de janeiro de 2017 (TV Brasil) |
| 20   | 07    | Um Dia é da Caça...  | 24 de janeiro de 2017 (TV Brasil) |
| 21   | 08    | Qual é a Minha?      | 25 de janeiro de 2017 (TV Brasil) |
| 22   | 09    | Bob Bobalhão         | 26 de janeiro de 2017 (TV Brasil) |
| 23   | 10    | E a Culpa é de Quem? | 27 de janeiro de 2017 (TV Brasil) |
| 24   | 11    | Rugas da Vida        | 28 de janeiro de 2017 (TV Brasil) |
| 25   | 12    | Chegou o Dia!        | 30 de janeiro de 2017 (TV Brasil) |
| 26   | 13    | Aqui se faz!         | 31 de janeiro de 2017 (TV Brasil) |